# رقاص‌ها
رقاص‌ها (به انگلیسی: Dancers) فیلم با محتوای رقص به کارگردانی هربرت راس است که در سال ۱۹۸۷ منتشر شد.